# Benton (Illinois)
Benton es una ciudad ubicada en el condado de Franklin en el estado estadounidense de Illinois. En el Censo de 2010 tenía una población de 7087 habitantes y una densidad poblacional de 483,28 personas por km².

## Geografía
Benton se encuentra ubicada en las coordenadas 38°0′46″N 88°55′1″O / 38.01278, -88.91694. Según la Oficina del Censo de los Estados Unidos, Benton tiene una superficie total de 14.66 km², de la cual 14.2 km² corresponden a tierra firme y (3.18%) 0.47 km² es agua.

## Demografía
Según el censo de 2010, había 7087 personas residiendo en Benton. La densidad de población era de 483,28 hab./km². De los 7087 habitantes, Benton estaba compuesto por el 97.32% blancos, el 0.44% eran afroamericanos, el 0.28% eran amerindios, el 0.34% eran asiáticos, el 0% eran isleños del Pacífico, el 0.28% eran de otras razas y el 1.34% pertenecían a dos o más razas. Del total de la población el 1.23% eran hispanos o latinos de cualquier raza.